# Ʌ̈
Cette page contient des caractères spéciaux ou non latins. S’ils s’affichent mal (▯, ?, etc.), consultez la page d’aide Unicode.
Ʌ̈ (minuscule ʌ̈), appelé V culbuté tréma, est une lettre additionnelle qui est utilisée dans l’écriture du wounaan au Panama et en Colombie.

## Utilisation
En wounaan, le V culbuté tréma ‹ ʌ̈ › représente une voyelle pré-fermée centrale arrondie [ʊ̈].

## Représentation informatique
Le V culbuté tréma peut être représenté avec les caractères Unicode suivants :
| formes    | représentations | chaînes de caractères | points de code | descriptions                                        |
| --------- | --------------- | --------------------- | -------------- | --------------------------------------------------- |
| capitale  | Ʌ̈               | Ʌ◌̈                    | U+0245 U+0308  | lettre majuscule latine v culbuté diacritique tréma |
| minuscule | ʌ̈               | ʌ◌̈                    | U+028C U+0308  | lettre minuscule latine v culbuté diacritique tréma |